# WrestleMania Backlash (2022)
Der 17. WWE Backlash 2022 war eine Wrestling-Veranstaltung der WWE, die als Pay-per-View auf dem WWE Network und dem Streaming-Portal Peacock ausgestrahlt wurde. Sie fand am 8. Mai 2022 im Dunkin’ Donuts Center in Providence, Rhode Island, Vereinigte Staaten statt. Es war die 17. Austragung des Backlash seit 1999.

## Hintergrund
Im Vorfeld der Veranstaltung wurden sechs Matches angesetzt.
Diese resultierten aus den Storylines, die in den Wochen vor Backlash bei Raw und SmackDown, den wöchentlichen auf dem WWE Network ausgestrahlten Shows der WWE gezeigt wurden.
Das Champion vs. Champion Winner Take All Unification Match wurde von der Matchcard gestritten und durch ein Six-Man-Tag-Team Match ersetzt.

## Ergebnisse der ersten Nacht
| Matchart                                           |                                                               |      |                                                 | Zeit  |
| -------------------------------------------------- | ------------------------------------------------------------- | ---- | ----------------------------------------------- | ----- |
| Singles-Match                                      | Cody Rhodes                                                   | bes. | Seth Rollins                                    | 20:47 |
| Singles-Match                                      | Omos                                                          | bes. | Bobby Lashley                                   | 8:52  |
| Singles-Match                                      | Edge                                                          | bes. | AJ Styles                                       | 15:22 |
| I Quit-Match um die SmackDown Women’s Championship | Ronda Rousey                                                  | bes. | Charlotte Flair (C)                             | 16:34 |
| Singles-Match                                      | Madcap Moss                                                   | bes. | Happy Corbin                                    | 9:46  |
| Six-Man-Tag-Team Match                             | The Bloodline Roman Reigns und The Usos Jimmy Uso und Jey Uso | bes. | Drew McIntyre und RK-Bro Randy Orton und Riddle | 22:12 |

| Funktion      | Name            |
| ------------- | --------------- |
| Kommentatoren | Byron Saxton    |
| Kommentatoren | Corey Graves    |
| Kommentatoren | Michael Cole    |
| Kommentatoren | Pat McAfee      |
| Kommentatoren | Jimmy Smith     |
| Pre-Show      | Kayla Braxton   |
| Pre-Show      | Peter Rosenberg |
| Pre-Show      | Booker T        |
| Pre-Show      | Kevin Patrick   |
| Pre-Show      | JBL             |
| Ringansager   | Mike Rome       |
| Ringansager   | Samantha Irvin  |

## Besonderheiten
- Rhea Ripley schloss sich dem Stable von Edge an.